# اتحادیه میهنی کردستان
اتحادیهٔ میهنی کردستان (به کردی: یه‌کێتی نیشتمانیی کوردستان، Yekîtiya Nîştimanî ya Kurdistanê) که یه‌کێتی یا ی.ن.ک نیز نامیده می‌شود، یک حزب ملی‌گرای  کُرد در کشور عراق و منطقۀ اقلیم کردستان عراق است. اتحادیهٔ میهنی کردستان در سال ۱۹۷۵ تأسیس شده‌است. رهبر این حزب از بدو تأسیس تا اکتبر ۲۰۱۷ جلال طالبانی بوده‌است.
اتحادیهٔ میهنی در جنگ ایران و عراق از نیروهای نظامی ایران حمایت می‌کرد. در سیاست اقلیم کردستان عراق، حکومت ایران به‌طور سنتی از اتحادیه میهنی و حکومت ترکیه از حزب دموکرات کردستان پشتیبانی می‌کند.

## رابطه با حزب دموکرات کردستان عراق

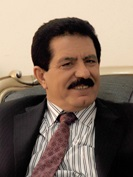
Iraqi Kurdish politician Kosrat Rasul Ali, member of the Patriotic Union of Kurdistan (PUK

حزب اتحادیه میهنی در عمل دچار شکاف درونی است. از یک طرف «هیرو ابراهیم» همسر جلال طالبانی و پسرش «بافل» قرار دارند که مخالف مسعود بارزانی، رهبر حزب دموکرات کردستان عراق، هستند و از سوی دیگر «کوسرت رسول» جانشین طالبانی قرار دارد که همچنان به بارزانی وفادار است.
پس از عقب‌نشینی نیروهای پیشمرگه از کرکوک، مسعود بارزانی، رئیس حکومت اقلیم و رهبر حزب دموکرات کردستان عراق، انگشت اتهام را به طرف حزب اتحادیه میهنی گرفت و روز ۱۷ اکتبر ۲۰۱۷ در بیانه‌ای گفت: «آنچه در شهر کرکوک رخ داد، نتیجه تصمیمات یکجانبه اشخاصی از یک حزب سیاسی داخلی کردستان بود.»

## اعضای برجسته
- فؤاد معصوم، نخست وزیر پیشین حکومت اقلیم کردستان و رئیس جمهور پیشین عراق
- جلال طالبانی، رئیس جمهور پیشین عراق
- کوسرت رسول علی، رئیس پیشین اقلیم کردستان عراق
- نجم‌الدین کریم، استاندار پیشین استان کرکوک
- ملا بختیار، رئیس کمیتۀ‌ اجرایی دفتر سیاسی اتحادیه میهنی کردستان
- علی عسکری، عضو بنیانگذار اتحادیه میهنی کردستان و سیاستمدار برجسته که در عملیات کشته شد.
- نوشیروان مصطفی، عضو بنیانگذار اتحادیه که بعدها جدا شد و جنبش تغییر را بنیانگذاری کرد
- عبداللطیف رشید، سخنگوی پیشین اتحادیه در بریتانیا و نهمین رئیس جمهور عراق
- برهم صالح، هشتمین رئیس جمهور عراق، نخست وزیر پیشین حکومت اقلیم کردستان و معاون پیشین نخست وزیر عراق
- نجم‌الدین شکر رئوف، عضو برجستۀ نیروی پیشمرگه که در عملیات کشته شد.
- عادل مراد، دبیرکل اتحادیه میهنی کردستان
- ابراهیم احمد، رمان‌نویس اثرگذار کُرد
- عمر فتاح حسین، معاون پیشین نخست وزیر حکومت اقلیم کردستان
- شهاب شیخ نوری، سیاستمدار اثرگذار کُرد